# تصفيات كأس آسيا للسيدات 2022
كانت تصفيات كأس آسيا للسيدات 2022 هي البطولة المؤهلة لكأس آسيا للسيدات 2022.
تأهل ما مجموعه اثني عشر منتخبًا للمشاركة في البطولة النهائية في الهند. تأهلت الدولة المضيفة الهند وأفضل ثلاثة منتخبات من البطولة السابقة لعام 2018 تلقائيًا، بينما جرى تحديد المنتخبات الثمانية الأخرى عبر التصفيات، حيث لُعبت المباريات بين 17 و29 سبتمبر و18–24 أكتوبر 2021 في مواقع مركزية.
كما كانت هذه البطولة مرحلة أولى من التصفيات الآسيوية المؤهلة لكأس العالم للسيدات 2023، حيث تأهلت خمسة منتخبات من كأس آسيا للسيدات مباشرةً إلى كأس العالم (إضافةً إلى الدولة المضيفة أستراليا)، وتأهل منتخبان إلى بطولة الملحق التي تضم 10 منتخبات.

## القرعة
أصبح منتخب جزر ماريانا الشمالية، الذي أصبحت جمعيته العضو السابع والأربعين الكامل في الاتحاد الآسيوي أثناء المؤتمر الثلاثين للاتحاد في 9 ديسمبر 2020، مؤهلًا لدخول التصفيات، لكنه لم يشارك. كما أنه ليس عضوًا في الفيفا، وبالتالي لم يكن مؤهلًا للتأهل لكأس العالم للسيدات 2023.
كان من المقرر إجراء القرعة في 27 مايو 2021، في الساعة 15:30 توقيت ماليزيا (التوقيت العالمي المنسق+8)، في مقر الاتحاد الآسيوي لكرة القدم في كوالالمبور، ماليزيا. ولكن، نظرًا لزيادة حالات الإصابة بكوفيد-19 في جميع أنحاء آسيا، قرر الاتحاد الآسيوي تأجيل موعد القرعة الأصلي حتى إشعار آخر. في 23 يونيو، أعلن الاتحاد عن تصنيف المنتخبات وتاريخ القرعة، التي أجريت في 24 يونيو، الساعة 16:30 بتوقيت ماليزيا (التوقيت العالمي المنسق+8)، في مقر الاتحاد الآسيوي.
قُسمت المنتخبات الثمانية والعشرون إلى أربع مجموعات من أربعة منتخبات وأربع مجموعات من ثلاثة منتخبات، وجاء تصنيفها استنادًا إلى أدائها في كأس آسيا للسيدات 2018 (الترتيب الإجمالي موضح بين قوسين). كما طُبقت القيود التالية:
- المنتخبات السبعة التي أعربت عن رغبتها في استضافة مجموعات التصفيات جرى توزيعها في مجموعات منفصلة.
- وُزعت الدول المضيفة على مراكز في كل مجموعة وفقًا لترتيبها:
  - تايبيه الصينية وميانمار في المركز 1
  - طاجيكستان وأوزبكستان في المركز 2
  - بنغلاديش وإندونيسيا ونيبال في المركز 4 (إذا سُحبت في المجموعات أ-د) أو المركز 3 (إذا سُحبت في المجموعات هـ-ز).

| تأهل تلقائيًا إلى البطولة النهائية ولم يشارك في التصفيات                                                                                                  | تأهل تلقائيًا إلى البطولة النهائية ولم يشارك في التصفيات | تأهل تلقائيًا إلى البطولة النهائية ولم يشارك في التصفيات | تأهل تلقائيًا إلى البطولة النهائية ولم يشارك في التصفيات | تأهل تلقائيًا إلى البطولة النهائية ولم يشارك في التصفيات |
| --- | --- | ------------------------------------------------------- | --- | ------------------------------------------------------- |
| 1. الهند (18) (بصفته مستضيف البطولة النهائية) 2. اليابان (1) 3. أستراليا (2) 4. الصين (3)                                                                | |                                                         | |                                                         |
| المشاركون في التصفيات | |                                                         | |                                                         |
| المستوى 1 | المستوى 2 | المستوى 3                                               | المستوى 4 (غير مصنف) |                                                         |
| 1. تايلاند (4) 2. كوريا الجنوبية (5) 3. الفلبين (6) 4. الأردن (7) 5. فيتنام (8) 6. كوريا الشمالية (9) (W) 7. تايبيه الصينية (10) (H) 8. ميانمار (11) (H) | 1. البحرين (12) (H)* 2. إيران (13) 3. أوزبكستان (14) (H) 4. فلسطين (15) (H)* 5. الإمارات العربية المتحدة (16) 6. سنغافورة (17) 7. هونغ كونغ (19) 8. طاجيكستان (20) (H) | 1. العراق (21) (W)                                      | 1. أفغانستان (NR) (W) 2. بنغلاديش (NR) (H) 3. غوام (NR) 4. إندونيسيا (NR) (H) 5. لاوس (NR) 6. لبنان (NR) (H)* 7. ماليزيا (NR) 8. المالديف (NR) 9. منغوليا (NR) 10. نيبال (NR) (H) 11. تركمانستان (NR) (W) |                                                         |

ملاحظات
- المنتخبات المكتوبة بالخط العريض تأهلت إلى البطولة النهائية.
- (H): مستضيفو مجموعات التصفيات المحددون قبل القرعة.
- (H)*: مستضيفو مجموعات التصفيات المحددون بعد القرعة.
- (NR): غير مصنف.
- (W): انسحب بعد القرعة.

لم يشارك
- بوتان
- بروناي
- كمبوديا
- الكويت
- قرغيزستان (H)*
- ماكاو (انسحب قبل سحب القرعة)[10]
- جزر ماريانا الشمالية
- عمان
- باكستان (معلق)[10]
- قطر
- السعودية
- سريلانكا
- سوريا
- تيمور الشرقية
- اليمن

## المجموعات
أقيمت المباريات خلال الفترات من 16 إلى 29 سبتمبر ومن 18 إلى 24 أكتوبر 2021.
| جولة المباريات | المجموعة ب     | المجموعة ب | المجموعة ج     | المجموعة ج | المجموعات هـ–ح    | المجموعات هـ–ح | المجموعة أ     | المجموعة أ | المجموعة د     | المجموعة د     |
| جولة المباريات | التواريخ       | المباريات  | التواريخ       | المباريات  | التواريخ          | المباريات      | التواريخ       | المباريات  | التواريخ       | المباريات      |
| -------------- | -------------- | ---------- | -------------- | ---------- | ----------------- | -------------- | -------------- | ---------- | -------------- | -------------- |
| الجولة 1       | 23 سبتمبر 2021 | 1 ضد 3     | 24 سبتمبر 2021 | 2 ضد 1     | 17–19 سبتمبر 2021 | 3 ضد 1         | 18 أكتوبر 2021 | 3 ضد 1     | 18 أكتوبر 2021 | 2 ضد 3، 1 ضد 4 |
| الجولة 2       | 26 سبتمبر 2021 | 2 ضد 3     | 27 سبتمبر 2021 | 1 ضد 2     | 20–22 سبتمبر 2021 | 2 ضد 3         | 21 أكتوبر 2021 | 2 ضد 3     | 21 أكتوبر 2021 | 3 ضد 1، 4 ضد 2 |
| الجولة 3       | 29 سبتمبر 2021 | 1 ضد 2     | —              | —          | 23–25 سبتمبر 2021 | 1 ضد 2         | 24 أكتوبر 2021 | 1 ضد 2     | 24 أكتوبر 2021 | 3 ضد 4، 1 ضد 2 |

كسر التعادل
تصنف المنتخبات وفقًا للنقاط (3 نقاط للفوز، 1 نقطة للتعادل، 0 نقطة للخسارة)، وإذا تساوت النقاط، تُطبَّق معايير كسر التعادل التالية، بالترتيب المحدد، لتحديد الترتيب (المادة 7.3 من اللوائح):
1. النقاط في المواجهات المباشرة بين المنتخبات المتعادلة؛
2. فارق الأهداف في المواجهات المباشرة بين المنتخبات المتعادلة؛
3. الأهداف المسجلة في المواجهات المباشرة بين المنتخبات المتعادلة؛
4. إذا كان هناك أكثر من منتخبين متعادلين، وبعد تطبيق جميع معايير المواجهات المباشرة أعلاه، وظل هناك تعادل بين مجموعة فرعية من المنتخبات، يُعاد تطبيق جميع معايير المواجهات المباشرة أعلاه حصريًا على هذه المجموعة الفرعية؛
5. فارق الأهداف في جميع مباريات المجموعة؛
6. الأهداف المسجلة في جميع مباريات المجموعة؛
7. ركلات الترجيح إذا كان التعادل بين منتخبين فقط والتقيا في الجولة الأخيرة من المجموعة؛
8. نقاط الانضباط (البطاقة الصفراء = 1 نقطة، البطاقة الحمراء نتيجة بطاقتين صفراوين = 3 نقاط، البطاقة الحمراء المباشرة = 3 نقاط، البطاقة الصفراء تليها بطاقة حمراء مباشرة = 4 نقاط)؛
9. سحب القرعة.

### المجموعة أ
- كان من المقرر أن تستضيف تايبيه الصينية المجموعة، ولكن تَغيَّر ذلك بسبب القيود المفروضة على المنتخبات الأجنبية في تايوان.[11] في 15 سبتمبر، تأكد اختيار البحرين كمضيف للمجموعة.
- جميع الأوقات المدرجة وفقًا لـUTC+3.

| م | الفريق         | لعب | ف | ت | خ | أ.له | أ.ع | أ.ف | نقاط | ت                     |
| - | -------------- | --- | - | - | - | ---- | --- | --- | ---- | --------------------- |
| 1 | تايبيه الصينية | 2   | 2 | 0 | 0 | 6    | 0   | +6  | 6    | كأس آسيا للسيدات 2022 |
| 2 | البحرين (H)    | 2   | 0 | 1 | 1 | 0    | 2   | −2  | 1    |                       |
| 3 | لاوس           | 2   | 0 | 1 | 1 | 0    | 4   | −4  | 1    |                       |
| 4 | تركمانستان     | 0   | 0 | 0 | 0 | 0    | 0   | 0   | 0    | انسحاب                |

1. ↑  تركمانستان انسحب في 6 أغسطس من البطولة بسبب قيود السفر المتعلقة بـجائحة فيروس كورونا.[12]

| لاوس | 0–4                      | تايبيه الصينية                                               |
| ---- | ------------------------ | ------------------------------------------------------------ |
|      | تقرير (FIFA) تقرير (AFC) | - Chen Yen-ping 19' - Su Yu-hsuan 33' - Lai Li-chin 55'، 60' |

| البحرين | 0–0                      | لاوس |
| ------- | ------------------------ | ---- |
|         | تقرير (FIFA) تقرير (AFC) |      |

| تايبيه الصينية                        | 2–0                      | البحرين |
| ------------------------------------- | ------------------------ | ------- |
| - Lai Li-chin 60' - Chen Yen-ping 77' | تقرير (FIFA) تقرير (AFC) |         |

### المجموعة ب
- أقيمت جميع المباريات في طاجيكستان.
- الأوقات المدرجة هي UTC+5.

| م | الفريق        | لعب | ف | ت | خ | أ.له | أ.ع | أ.ف | نقاط | التأهل                |
| - | ------------- | --- | - | - | - | ---- | --- | --- | ---- | --------------------- |
| 1 | فيتنام        | 2   | 2 | 0 | 0 | 23   | 0   | +23 | 6    | كأس آسيا للسيدات 2022 |
| 2 | طاجيكستان (H) | 2   | 1 | 0 | 1 | 4    | 7   | −3  | 3    |                       |
| 3 | المالديف      | 2   | 0 | 0 | 2 | 0    | 20  | −20 | 0    |                       |
| 4 | أفغانستان     | 0   | 0 | 0 | 0 | 0    | 0   | 0   | 0    | انسحب                 |

1. ↑  أفغانستان انسحب في سبتمبر 2021.[13] لم يكن من المؤكد مشاركة المنتخب بسبب طالبان سيطرتهم على البلاد.[14]

| المالديف | 0–16                     | فيتنام |
| -------- | ------------------------ | --- |
|          | تقرير (FIFA) تقرير (AFC) | - نغوين ثي ثانه نها 11'، 62' - حوا حنيفة 13' (ه.ذ.) - نغوين ثي توييت دونغ 16'، 65' - نغوين ثي توييت نغان 33' - تشان ثي ثويي ترانغ 41' - تشوونغ ثي كيو 50' - فام هاي يين 51'، 58'، 67'، 73'، 79'، 84' - هوينه نيو 56' - هو ثي كوينه 82' |

| طاجيكستان                                                                  | 4–0                      | المالديف |
| -------------------------------------------------------------------------- | ------------------------ | -------- |
| - لايلو خاليموفا 2'، 24' - نيكوباخت خودودودوفا 14' - ناتاليا سوتنيكوفا 58' | تقرير (FIFA) تقرير (AFC) |          |

| فيتنام | 7–0                      | طاجيكستان |
| --- | ------------------------ | --------- |
| - فام هاي يين 14'، 73' - نغوين ثي بيك ثويي 42'، 54' - هوينه نيو 51' (ركلة.) - هوانغ ثي لوان 84' - نغوين ثي فان 90' | تقرير (FIFA) تقرير (AFC) |           |

### المجموعة ج
- أقيمت جميع المباريات في طاجيكستان.
- الأوقات المدرجة هي UTC+5.

| م | الفريق         | لعب | ف | ت | خ | أ.له | أ.ع | أ.ف | نقاط | التأهل                |
| - | -------------- | --- | - | - | - | ---- | --- | --- | ---- | --------------------- |
| 1 | إندونيسيا      | 2   | 2 | 0 | 0 | 2    | 0   | +2  | 6    | كأس آسيا للسيدات 2022 |
| 2 | سنغافورة       | 2   | 0 | 0 | 2 | 0    | 2   | −2  | 0    |                       |
| 3 | العراق         | 0   | 0 | 0 | 0 | 0    | 0   | 0   | 0    | انسحب                 |
| 4 | كوريا الشمالية | 0   | 0 | 0 | 0 | 0    | 0   | 0   | 0    | انسحب                 |

1. ↑  كوريا الشمالية انسحب في 29 يوليو من المسابقة بسبب مخاوف تتعلق بالسلامة جراء جائحة فيروس كورونا.[15] العراق فعل الأمر ذاته في 8 سبتمبر.[16]

| سنغافورة | 0–1                        | إندونيسيا       |
| -------- | -------------------------- | --------------- |
|          | Report (FIFA) Report (AFC) | بايق أمياتون 4' |

| إندونيسيا           | 1–0                        | سنغافورة |
| ------------------- | -------------------------- | -------- |
| أوكتافياني دواي 30' | Report (FIFA) Report (AFC) |          |

### المجموعة د
- كان من المقرر أن تُقام جميع المباريات في لبنان، لكن في 15 سبتمبر، تأكد اختيار قيرغيزستان كمضيف للمجموعة.
- الأوقات المدرجة هي UTC+6.

| م | الفريق                   | لعب | ف | ت | خ | أ.له | أ.ع | أ.ف | نقاط | التأهل                |
| - | ------------------------ | --- | - | - | - | ---- | --- | --- | ---- | --------------------- |
| 1 | ميانمار                  | 3   | 3 | 0 | 0 | 14   | 0   | +14 | 9    | كأس آسيا للسيدات 2022 |
| 2 | لبنان                    | 3   | 2 | 0 | 1 | 4    | 4   | 0   | 6    |                       |
| 3 | الإمارات العربية المتحدة | 3   | 1 | 0 | 2 | 2    | 4   | −2  | 3    |                       |
| 4 | غوام                     | 3   | 0 | 0 | 3 | 1    | 13  | −12 | 0    |                       |

| ميانمار                                                                                | 4–0                      | لبنان |
| -------------------------------------------------------------------------------------- | ------------------------ | ----- |
| - وين ثينجي تون 24' (ركلة جزاء) - ميات نوي خين 64' - سان ثاو ثاو 86' - جولي كياو 90+3' | تقرير (FIFA) تقرير (AFC) |       |

| الإمارات العربية المتحدة                          | 2–1                      | غوام               |
| ------------------------------------------------- | ------------------------ | ------------------ |
| - نعيمة إبراهيم 38' - نوف العدوان 81' (ركلة جزاء) | تقرير (FIFA) تقرير (AFC) | - أبريل تاليدو 28' |

| لبنان              | 1–0                      | الإمارات العربية المتحدة |
| ------------------ | ------------------------ | ------------------------ |
| - سينتيا صالحة 48' | تقرير (FIFA) تقرير (AFC) |                          |

| غوام | 0–8                      | ميانمار |
| ---- | ------------------------ | --- |
|      | تقرير (FIFA) تقرير (AFC) | - وين ثينجي تون 4'، 37' - ميات نوي خين 14' - خين مو مو تون 50' - سان ثاو ثاو 53'، 85' - بونت بونت بياي مونغ 90' - جولي كياو 90+3' |

| ميانمار                          | 2–0                      | الإمارات العربية المتحدة |
| -------------------------------- | ------------------------ | ------------------------ |
| - خين مو مو تون 4' - شيت شيت 23' | تقرير (FIFA) تقرير (AFC) |                          |

| غوام | 0–3                      | لبنان                                  |
| ---- | ------------------------ | -------------------------------------- |
|      | تقرير (FIFA) تقرير (AFC) | - حنين تميم 28'، 60' - ليلي إسكندر 47' |

### المجموعة هـ
- أُقيمت جميع المباريات في أوزبكستان.
- الأوقات المدرجة هي UTC+5.

| م | الفريق         | لعب | ف | ت | خ | أ.له | أ.ع | أ.ف | نقاط | التأهل                |
| - | -------------- | --- | - | - | - | ---- | --- | --- | ---- | --------------------- |
| 1 | كوريا الجنوبية | 2   | 2 | 0 | 0 | 16   | 0   | +16 | 6    | كأس آسيا للسيدات 2022 |
| 2 | أوزبكستان (H)  | 2   | 1 | 0 | 1 | 12   | 4   | +8  | 3    |                       |
| 3 | منغوليا        | 2   | 0 | 0 | 2 | 0    | 24  | −24 | 0    |                       |

| منغوليا | 0–12                     | كوريا الجنوبية |
| ------- | ------------------------ | --- |
|         | تقرير (FIFA) تقرير (AFC) | - تشو هيو جو 4'، 44' - تشو سو هيون 24'، 54' - لي جوم مين 30'، 41' - لي مين آ 32' - جي سو يون 34' - مون مي را 67'، 81'، 89' - بارك يي يون 88' |

| أوزبكستان | 12–0                     | منغوليا |
| --- | ------------------------ | ------- |
| - كاراشيك 15' - خبيبولاييفا 20'، 23'، 53' - قدرتوفا 27'، 60' - ألتمانسوخ 31' (ه.ذ.) - ساركوفا 47'، 63'، 83' - غاليموفا 71' - شوييموفا 75' | تقرير (FIFA) تقرير (AFC) |         |

| كوريا الجنوبية                                                  | 4–0                      | أوزبكستان |
| --------------------------------------------------------------- | ------------------------ | --------- |
| - كامولتويفا 17' (ه.ذ.) - تشوي يو ري 51' - مون مي را 88'، 90+4' | تقرير (FIFA) تقرير (AFC) |           |

### المجموعة ر
- كان من المقرر أن تستضيف نيبال المجموعة، ولكن أُعلن لاحقاً عن طشقند، أوزبكستان كبديل لاستضافتها.
- الأوقات المدرجة هي UTC+5.

| م | الفريق    | لعب | ف | ت | خ | أ.له | أ.ع | أ.ف | نقاط | التأهل                |
| - | --------- | --- | - | - | - | ---- | --- | --- | ---- | --------------------- |
| 1 | الفلبين   | 2   | 2 | 0 | 0 | 4    | 2   | +2  | 6    | كأس آسيا للسيدات 2022 |
| 2 | هونغ كونغ | 2   | 0 | 1 | 1 | 1    | 2   | −1  | 1    |                       |
| 2 | نيبال     | 2   | 0 | 1 | 1 | 1    | 2   | −1  | 1    |                       |

1. 1 2  هونغ كونغ ونيبال متساويين في الترتيب (النقاط التأديبية: هونغ كونغ 0، نيبال 0)

| نيبال       | 1–2                      | الفلبين                   |
| ----------- | ------------------------ | ------------------------- |
| - شودري 10' | تقرير (FIFA) تقرير (AFC) | - أنيس 90' - ويلسون 90+2' |

| هونغ كونغ | 0–0                      | نيبال |
| --------- | ------------------------ | ----- |
|           | تقرير (FIFA) تقرير (AFC) |       |

| الفلبين                   | 2–1                      | هونغ كونغ    |
| ------------------------- | ------------------------ | ------------ |
| - أنيس 17' - مكداينيل 87' | تقرير (FIFA) تقرير (AFC) | - بوي كي 61' |

### المجموعة و
- كان من المقرر أن تستضيف بنغلاديش المجموعة، ولكنها فكرت في الانسحاب من الاستضافة بسبب جائحة COVID-19 في البلاد.[17] أعلن الاتحاد الآسيوي لكرة القدم عن اختيار أوزبكستان كبديل لاستضافة المجموعة.[18][19]

| م | الفريق   | لعب | ف | ت | خ | أ.له | أ.ع | أ.ف | نقاط | التأهل                |
| - | -------- | --- | - | - | - | ---- | --- | --- | ---- | --------------------- |
| 1 | إيران    | 2   | 1 | 1 | 0 | 5    | 0   | +5  | 4    | كأس آسيا للسيدات 2022 |
| 2 | الأردن   | 2   | 1 | 1 | 0 | 5    | 0   | +5  | 4    |                       |
| 3 | بنغلاديش | 2   | 0 | 0 | 2 | 0    | 10  | −10 | 0    |                       |

1. 1 2  Penalty shoot-out: Jordan 2–4 Iran

| بنغلاديش | 0–5                        | الأردن                                          |
| -------- | -------------------------- | ----------------------------------------------- |
|          | Report (FIFA) Report (AFC) | - جبرين 35' - البيطار 45' - جبارة 62'، 67'، 77' |

| إيران                                                                      | 5–0                        | بنغلاديش |
| -------------------------------------------------------------------------- | -------------------------- | -------- |
| - موتيفالي 4' - خصرافي 14' - تهيرخاني 31' (ركلة.)، 61' (ركلة.) - دباغي 55' | Report (FIFA) Report (AFC) |          |

| الأردن                              | 0–0                        | إيران                                 |
| ----------------------------------- | -------------------------- | ------------------------------------- |
|                                     | Report (FIFA) Report (AFC) |                                       |
| ركلات الترجيح                       |                            |                                       |
| - المجالي - البيطار - فريج - المصري | 2–4                        | - تهيرخاني - موتيفالي - غنبري - سادغي |

### المجموعة ي
- تمت إقامة جميع المباريات في دولة فلسطين.
- الأوقات المذكورة هي بتوقيت UTC+2:00.

| م | الفريق     | لعب | ف | ت | خ | أ.له | أ.ع | أ.ف | نقاط | التأهل                |
| - | ---------- | --- | - | - | - | ---- | --- | --- | ---- | --------------------- |
| 1 | تايلاند    | 2   | 2 | 0 | 0 | 11   | 0   | +11 | 6    | كأس آسيا للسيدات 2022 |
| 2 | ماليزيا    | 2   | 1 | 0 | 1 | 2    | 4   | −2  | 3    |                       |
| 3 | فلسطين (H) | 2   | 0 | 0 | 2 | 0    | 9   | −9  | 0    |                       |

| ماليزيا | 0–4                        | تايلاند                              |
| ------- | -------------------------- | ------------------------------------ |
|         | Report (FIFA) Report (AFC) | - كانيات 1'، 37'، 90+2' - نوتوادي 2' |

| فلسطين | 0–2                        | ماليزيا               |
| ------ | -------------------------- | --------------------- |
|        | Report (FIFA) Report (AFC) | - أ. لي 57' - كور 82' |

| تايلاند                                                            | 7–0                        | فلسطين |
| ------------------------------------------------------------------ | -------------------------- | ------ |
| - جانيسا 45+2'، 90+6' - سيلوان 45+5'، 76' - إيرافادي 47'، 52'، 82' | Report (FIFA) Report (AFC) |        |

## المنتخبات المتأهلة
تأهلت المنتخبات الـ12 التالية إلى كأس آسيا للسيدات 2022.
| الفريق         | تأهلت كـ                | تأهلت في       | البيانات المتعلقة بالظهور السابق في كأس آسيا للسيدات1                                               |
| -------------- | ----------------------- | -------------- | --------------------------------------------------------------------------------------------------- |
| الهند          | المستضيف                | 2020 يونيو 5   | 8 (1979, 1981، 1983، 1995، 1997، 1999، 2001، 2003)                                                  |
| اليابان        | بطل 2018                | 2021 يناير 28  | 16 (1977، 1981، 1986، 1989, 1991, 1993، 1995، 1997، 1999، 2001، 2003، 2006، 2008، 2010, 2014, 2018) |
| أستراليا       | وصيف 2018               | 2021 يناير 28  | 7 (1975، 1979, 2006, 2008, 2010, 2014، 2018)                                                        |
| الصين          | المركز الثالث 2018      | 2021 يناير 28  | 14 (1986, 1989, 1991, 1993, 1995, 1997, 1999, 2001، 2003, 2006, 2008, 2010, 2014، 2018)             |
| تايبيه الصينية | الفائزون في المجموعة أ  | 2021 أكتوبر 24 | 13 (1977, كأس آسيا للسيدات 1979, 1981, 1989، 1991، 1993، 1995، 1997، 1999, 2001, 2003، 2006، 2008)  |
| فيتنام         | الفائزون في المجموعة ب  | 2021 سبتمبر 29 | 8 (1999، 2001، 2003، 2006, 2008, 2010, 2014, 2018)                                                  |
| إندونيسيا      | الفائزون في المجموعة ج  | 2021 سبتمبر 27 | 4 (1977، 1981، 1986، 1989)                                                                          |
| ميانمار        | الفائزون في المجموعة د  | 2021 أكتوبر 24 | 4 (2003، 2006، 2010، 2014)                                                                          |
| كوريا الجنوبية | الفائزون في المجموعة هـ | 2021 سبتمبر 23 | 12 (1991، 1993، 1995، 1997، 1999، 2001، 2003، 2006، 2008، 2010، 2014، 2018)                         |
| الفلبين        | الفائزون في المجموعة ف  | 2021 سبتمبر 24 | 9 (1981، 1983، 1993، 1995، 1997, 1999, 2001، 2003، 2018)                                            |
| إيران          | الفائزون في المجموعة ج  | 2021 سبتمبر 25 | 0 (الظهور الأول)                                                                                    |
| تايلاند        | الفائزون في المجموعة ح  | 2021 سبتمبر 25 | 16 (1975، 1977، 1981, 1983, 1986، 1989، 1991، 1995، 1999، 2001, 2003, 2006، 2008، 2010، 2014، 2018) |

1 بالخط العريض تشير إلى الأبطال في تلك السنة. بالخط المائل تشير إلى المستضيفين في تلك السنة.

## سجل الأهداف
عدد الأهداف المُسجلة  113 هدفًا  في 26 مباراة، بمتوسط 4.35 هدفًا في المباراة الواحدة.
8 أهداف
- فام هاي ين

5 أهداف
- مون مي-را

3 أهداف
- لاي لي-تشن
- ميساء جبارة
- سان ثاو ثاو
- وين ثينغي تون
- كانيانات شيتتابوتر
- إيرافادي ماكريس
- ديوراخون خابيبولايفا
- مخلية ساركوفا

هدفان
- تشن يين-بينغ
- بهناز طاهركاني
- حنين تميم
- طاهناي أنيس
- تشو سو-هيون
- تشو هيو-جو
- لي غيوم-مين
- جولي كياو
- خين مو مو تون
- مات نو كين
- لايلو خليموفا
- سيلوان إنتامي
- جانستا جينانتويا
- نيلوفار قدرتوفا
- هوينه نهو
- نغوين ثي بيش ثوي
- نغوين ثي ثانه نها
- نغوين ثي توييت دونغ

هدف
- سو يو-شوان
- أبريل تاليدو
- تشونغ بوي كي
- بايق أميتون
- أوكتافيانتي دوي
- هاجر داباغي
- غلنوش خسروي
- ميليكا موتيفالي
- بانا آل بيطار
- شهيناز جبرين
- ليلى إسكندر
- سينتيا صالحة
- ستيفي سارجي كاور
- أندريا لي (لاعبة كرة قدم)
- شيت شيت
- بونت بونت بياو ماونغ
- بيمالا شودهاري
- تشاندلر ماكدانييل
- كاميلي ويلسون
- تشوي يو ري
- جي سو يون
- لي مين-أ
- بارك يي-أيون (لاعبة كرة قدم)
- نكوباخت خدادودوفا
- ناتاليا سوتنيكوفا
- نوتوادا برام-ناك
- نوف العدوان
- نعيمة إبراهيم
- سايدة غاليموفا
- لودميلا كاراكيك
- مفتونة شوييموفا
- تشونغ ثي كيو
- هوانغ ثي لوآن (لاعبة كرة قدم)
- هو ثي كوينه
- نغوين ثي توييت نغان
- نغوين ثي فان
- تران ثي توي ثانغ

هدف ذاتي
- هاوا حنيفة (ضد فيتنام)
- ألتانتويا ألتانسوخ (ضد أوزبكستان)
- نوزيما كامولتويفا (ضد كوريا الجنوبية)